# Deca (musicista)
Federico De Caroli (Savona, 7 agosto 1964) è un musicista italiano.
Più diffusamente conosciuto con lo pseudonimo Deca, con cui ha firmato la quasi totalità della sua discografia, si è affermato soprattutto come autore di musica elettronica e sperimentatore del suono, accostandosi poi ad altri ambiti come quello teatrale, multimediale e televisivo.

## Biografia

### Gli esordi
Nipote del calciatore professionista Guglielmo Decaroli e figlio del pittore Gian Piero De Caroli, comincia a prendere lezioni di pianoforte nel 1975 proseguendo gli studi di musica classica per svariati anni, ma senza perdere di vista il suo interesse per il rock più sofisticato di quegli anni, scoperto in giovanissima età (Pink Floyd e Genesis su tutti) e la musica elettronica di gruppi come i Kraftwerk.
Il 1983 è l'anno cruciale in cui consegue la qualifica di autore e compositore presso la Siae e in cui acquista il suo primo sintetizzatore (un Roland JX-3P), evento che cambia radicalmente il suo approccio con la musica e apre un lungo percorso di evoluzione creativa. Parallelamente ad alcune esperienze di tastierista con gruppi locali che si ispirano alla new wave britannica di Joy Division, The Cure, Killing Joke, approfondisce le dinamiche del suono sintetico e produce alcuni demo di cui resteranno tracce nei suoi primi album ufficiali; in particolare i nastri Gatejox e Game Sequence basati su lineari intrecci di sequencer e composizioni minimali che si rifanno ad autori già famosi per la musica elettronica come Jean-Michel Jarre e Vangelis, ma anche alla cosiddetta Kosmische Musik dei Tangerine Dream e di Klaus Schulze. Buona parte di queste registrazioni uscirà quasi trent'anni dopo nell'antologia Modulectron con una speciale edizione per collezionisti su vinile, in tiratura limitata.

### Dai nastri al vinile
Nel 1985 approda quasi per caso ad una giovane etichetta discografica ligure, la Videoradio, fondata dall'ex-batterista del gruppo beat-prog I Signori della Galassia. Potendo disporre di uno studio di registrazione semi-professionale, realizza una versione evoluta delle sue prime produzioni indipendenti e nel settembre 1986 pubblica il suo primo 33 giri, un concept album intitolato Alkaid (dal nome tradizionale della stella η Ursae Majoris). In tale contesto, tra l'altro, ufficializza l'uso dello pseudonimo Deca pur continuando a firmare i brani col suo vero nome.
Sempre con Videoradio pubblica alla fine del 1987 il secondo LP, altro concept-album che tratta in anticipo sui tempi i temi della chirurgia plastica e del sesso virtuale. Intitolato Synthetic Lips propone un sound molto più curato in tutti gli aspetti, benché ancora legato ai capiscuola dell'elettronica degli anni Settanta.
Nell'autunno del 1988 viene invitato ad esibirsi a Milano alla rassegna internazionale di musica elettronica e industrial Decadenze-a-dissonanze , che vede in cartellone alcuni tra i più rilevanti nomi del momento, tra cui il percussionista Riccardo Sinigallia, Sigillum S, Z'EV, Officine Schwartz, Tasaday, F:A.R.
A quel periodo viene anche attribuita la prima teorizzazione del Distonirismo o Distorsione Onirica, movimento artistico di cui fu poi promulgato un Manifesto nel 1992 e su cui Deca ha basato gran parte della sua produzione musicale e letteraria.
Nel 1989, creando appositamente l'etichetta Labyrinth Records, realizza un terzo vinile intitolato Claustrophobia, imprimendo una prima significativa svolta alla sua evoluzione musicale. Suoni taglienti, atmosfere rarefatte e cupe, ritmi ossessivi e l'uso di un personale linguaggio codificato (battezzato Tecnoi) per cantare tre delle tracce dell'opera. In questo disco si rileva un importante momento di innovazione nel panorama italiano della musica elettronica e nella storia della musica cosmica in generale L'album diventa un piccolo cult nonostante una distribuzione limitata.

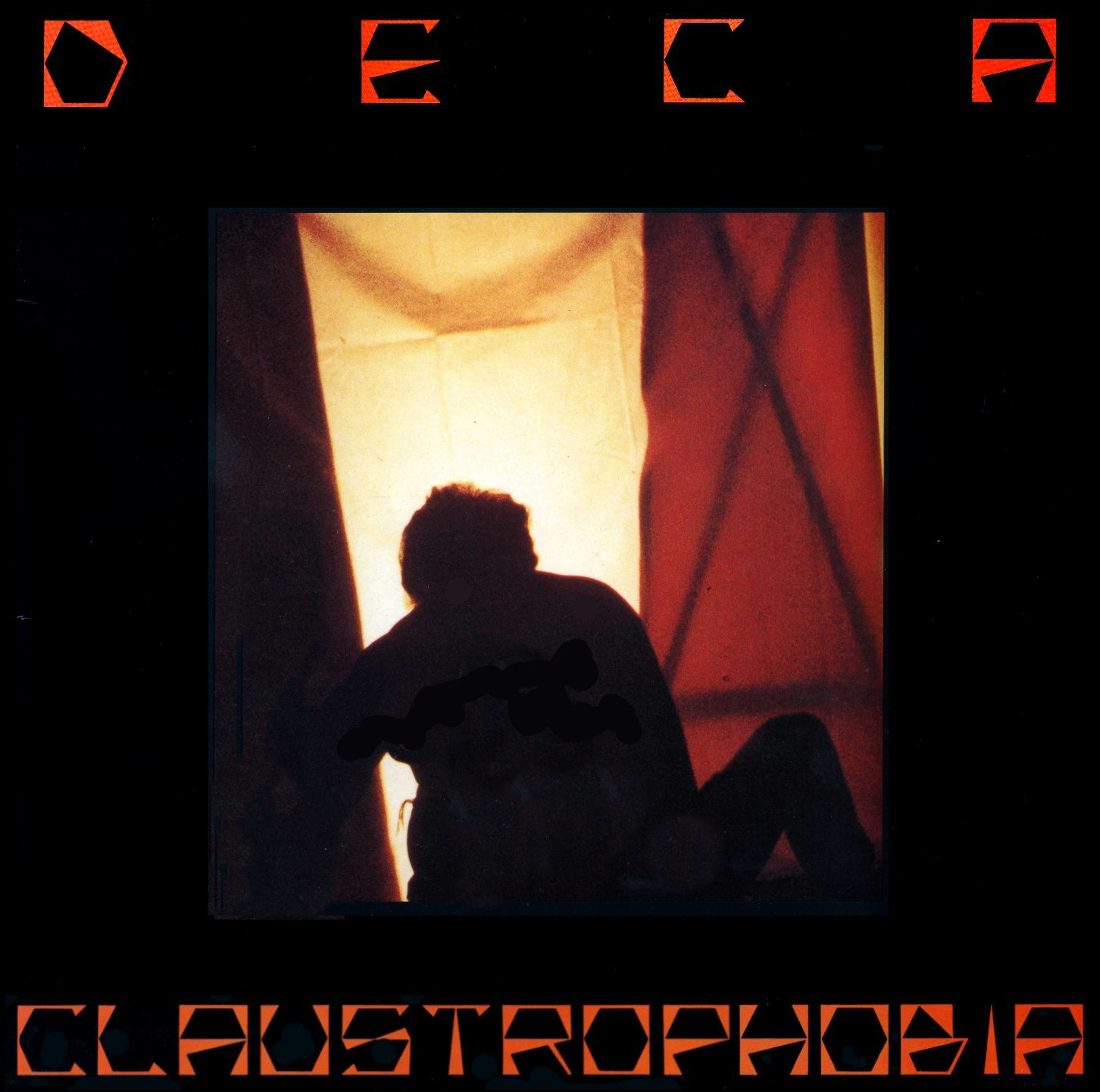

Nell'arco di questi primi anni di attività discografica propriamente detta, utilizzando nuovi modelli di sintetizzatore e campionatore Deca continua a curare anche progetti musicali sperimentali, che vanno a costituire un corposo archivio di nuove composizioni nonché l'ossatura delle sue esibizioni dal vivo, in cui oltre ai brani degli album ufficiali esegue materiale inedito.

### L'era digitale
Nel corso del 1991 si concretizza un salto di qualità legato allo sviluppo delle tecnologie digitali, che consentono al musicista ligure di registrare un nuovo album in formato DDD, abbandonando dunque l'analogico e ovviamente il vinile. Premonizione Humana è il primo album di musica elettronica in Italia pubblicato esclusivamente su cd, esce nel gennaio del 1992 e costituisce una prima summa del suo percorso artistico, che riprende in parte le atmosfere classicheggianti dei primi lavori con una commistione di suoni elettronici e tradizionali Tema centrale il rapporto tra l'uomo e le altre specie, con riferimenti alla bioingegneria, alla vivisezione, alla clonazione.
Tra il 1993 e il 1998 intercorre un lungo periodo di attività che, pur non segnando la pubblicazione di altri dischi, annovera una fitta serie di progetti collaterali spesso divulgati autonomamente su canali non convenzionali. Sono questi gli anni in cui il musicista consegue una laurea in lettere e poi si avvicina al teatro e al video, scrivendo musiche di scena per alcuni spettacoli e realizzando in forma embrionale alcuni videoclip, che vengono proiettati durante le performance dal vivo. Inoltre archivia numerosi lavori di musica ambient e sperimentale a tutt'oggi mai pubblicati in forma ufficiale e tuttavia catalogati tra le opere rilevanti; tra questi Deceit of Time, Sodoma e Sodoma-Final Act, diventati piuttosto ricercati dai collezionisti. Alcuni di questi titoli (soprattutto Digital Fury e Digital Infarct) propongono brani che anticipano di qualche anno tendenze musicali di grande rilevanza nella seconda metà degli anni Novanta, diventando di largo consumo con artisti quali Aphex Twin, Chemical Brothers e Prodigy.
Nel 1998 vede la luce l'ennesimo concept-album, edito dall'etichetta indipendente friulana Old Europa Café, specializzata in produzioni di nicchia. Rilevante, inoltre, la collaborazione in veste di produttore del suono con il progetto SadoVision, che sulla metà degli anni '90 pubblica due album di musica elettronica e industrial senza usare alcuno strumento musicale. Phantom esce con una tiratura limitata e rispecchia le linee guida della casa discografica, proponendo un suono sintetico spesso ai limiti del rumore su cui si innestano lunghi excursus ritmici e brevi episodi ambient in cui spiccano sonorità di organo e pianoforte, spesso accordati elettronicamente con scale differenti da quella cromatica. Contestualmente si apre una breve serie di concerti denominata Live Phantom in cui viene messo a punto l'allestimento scenografico fatto di proiezioni video e atmosfere luminose, create con l'ausilio fondamentale del fotografo Gianni Bacino.
Nella primavera del 1999 torna anche ad esibirsi dal vivo anche con il solo pianoforte, nelle sale del Gabriello Chiabrera, teatro comunale della sua città natale. Per l'occasione esegue alcune sua partiture inedite e interpreta brani di Wim Mertens, Vangelis, Philip Glass.
Nell'estate del 2000 il ritorno alla Videoradio con la pubblicazione di una raccolta di brani inediti registrati nell'arco di una decina d'anni, che assumono una loro coerenza formale con il titolo Electronauta e un approccio decisamente più immediato, sfiorando il synthpop e ritmi più vicini ai generi techno e EBM.

### L'alchimista del suono
La diffusione massiva di internet all'inizio del nuovo millennio genera una rivoluzione nelle modalità di consumo della musica e dei prodotti musicali, nonché del flusso di informazioni che riguardano gli artisti. Anche la Videoradio sposa in parte la logica della distribuzione via web, arricchendo vari database e portali di titoli, tra cui il nuovo progetto di Deca Simbionte che inizialmente viene distribuito solo in formato digitale, a partire dall'autunno del 2002. Ed è proprio grazie alla distribuzione capillare ed immediata del web che questo settimo lavoro ufficiale in breve tempo viene salutato dal pubblico e soprattutto dalla stampa di settore come un esempio incisivo di musica elettronica e ambient che in soli trenta minuti racchiude una sintesi del genere e nel contempo ne riformula i canoni secondo lo scenario culturale del XXI secolo. Le otto tracce sono pervase di sentori ancestrali ed arcani, mescolando voci, strumenti acustici e sonorità sintetiche con tecniche di arrangiamento ed elaborazione trasversali ed improntate su quello che l'autore stesso definisce un metodo intuitivo di composizione.
Ondarock inserisce Simbionte tra i 100 album italiani da ascoltare, il critico Piero Scaruffi lo cita tra i migliori titoli in assoluto pubblicati nell'anno 2002 e lo annovera tra i recommended records dell'intera scena musicale d'avanguardia e tra i 50 dischi ambient più rilevanti di sempre. Più in generale, riviste specializzate e siti musicali dedicano particolari attenzioni a Simbionte rimarcando l'appellativo con cui il compositore è ormai conosciuto da qualche tempo: l'alchimista del suono.
Nello stesso anno in varie città italiane ha luogo una serie di concerti denominata Anorexia Tour.
Tra il 2003 e il 2006 intercorre un lungo periodo dedicato a progetti collaterali, tra cui la realizzazione del film sperimentale Ectoplasm Flesh e la revisione di alcuni romanzi e racconti, nonché alla preparazione del nuovo progetto discografico Aracnis Radiarum che vedrà la luce nel gennaio 2007. Ed è proprio al suo romanzo di fantascienza L'abisso terminale che l'album si ispira, diventando una sorta di colonna sonora virtuale con dodici brani che descrivono le atmosfere della narrazione scritta, riprendendone le ambientazioni e le implicazioni oniriche. Grazie alle tematiche legate agli aracnidi e agli universi paralleli Aracnis Radiarum suscita un discreto interesse anche al di fuori della cerchia di appassionati; e gode di una vasta commercializzazione attraverso grossi canali di distribuzione (Self Distribuzione in Italia e quindi Amazon, Virgin Mega ed altri). In queste composizioni ancora una volta si evidenzia una cura maniacale per il suono, sia nell'aspetto squisitamente tecnico che in quello creativo, dove l'autore utilizza ed elabora le fonti più disparate per ottenere timbriche personali con una radice sia naturale che artificiale. Alcune tracce di Aracnis Radiarum compaiono successivamente in versione rieditata nel disco Ethno Electric Ambient pubblicato da RaiTrade, siglando ufficialmente la collaborazione tra Deca e la RAI che utilizzerà spesso la sua musica in trasmissioni di grande popolarità.

### Il presente

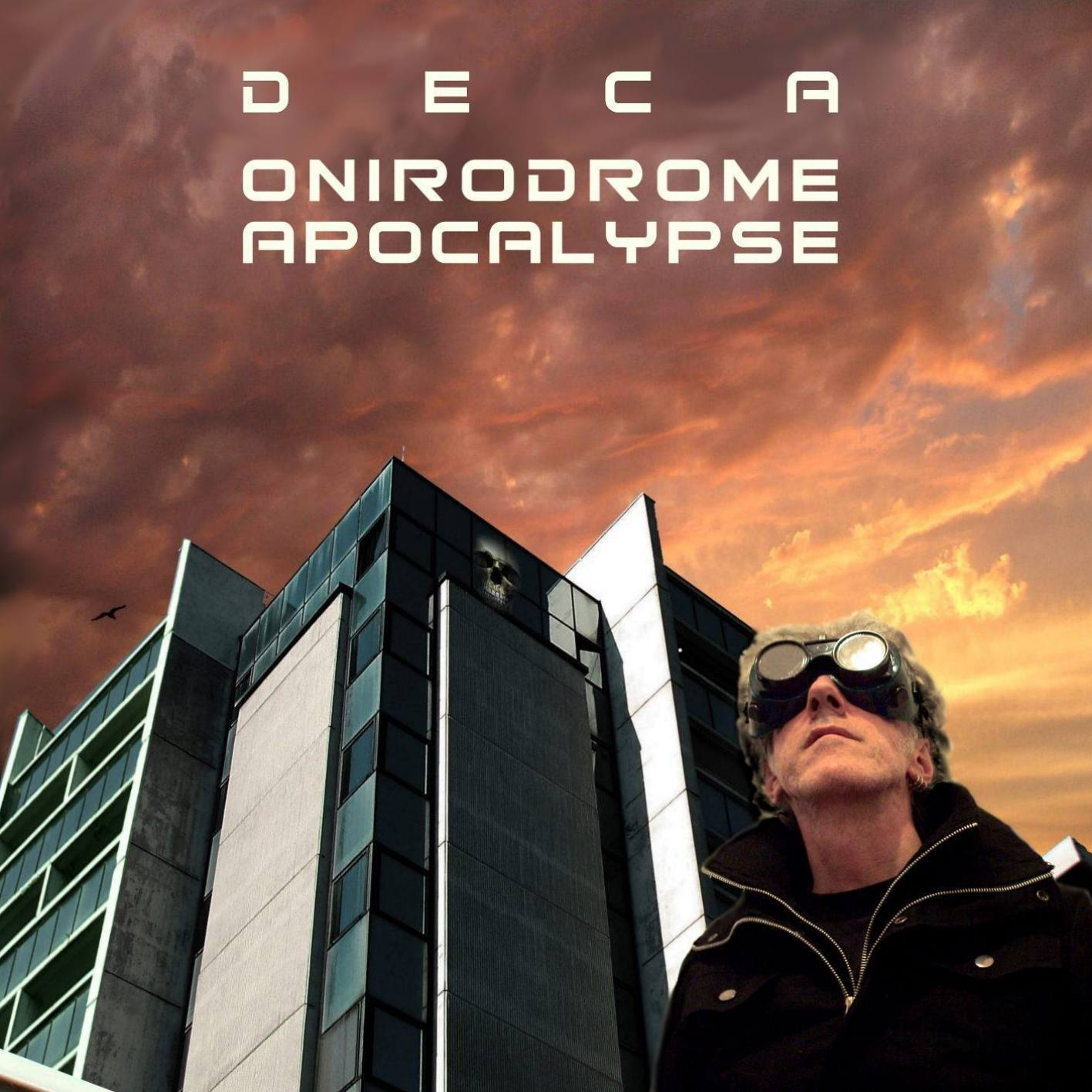

Dal 2007 fino al 2010 Federico De Caroli amplia ulteriormente il suo raggio d'azione e porta avanti le sue ricerche sull'interazione tra la musica ed altri ambiti artistici e culturali, come nel caso della cosiddetta pittura sonica o degli studi sperimentali sul rapporto tra suono e subconscio. Inizia un sodalizio con la scultrice e pittrice Rabarama che utilizza sue musiche per alcune mostre e per il DVD allegato al catalogo ufficiale pubblicato da Peruzzo Editore. La critica musicale sempre più spesso lo cita come uno dei più grandi musicisti italiani viventi
Si occupa della direzione artistica del settecentesco Teatro Sacco di Savona, dove si esibisce nel novembre 2009 in un concerto di solo pianoforte e allestisce diversi spettacoli multidisciplinari. Sempre nel 2009 pubblica Nella penombra il demone (una sorta di diario onirico in forma di romanzo) e la raccolta di videoclip Audioscopy, che contiene anche rari filmati utilizzati per le proiezioni sul palco. Nel settembre 2010 esce il suo nono album ufficiale dal titolo Automa ashes, prodotto e edito da Videoradio e Rai Trade. Opera che traccia un viaggio a ritroso nella sua carriera artistica, vede mescolarsi elettronica e pianoforte, sperimentazione e tradizione, in una sorta di enigmatica rilettura di tutta la sua discografia precedente.
Nell'ottobre 2013 l'etichetta romana Synthetic Shadows, specializzata in ristampe di rarità degli anni '80, pubblica Modulectron, raccolta antologica retrospettiva che propone in versione originale dodici brani realizzati da Deca tra il 1984 e il 1986 utilizzando come unico strumento il sintetizzatore Roland JX3P.
Il 1º ottobre 2014 viene pubblicato il decimo album ufficiale in studio, intitolato Onirodrome Apocalypse, nuovo capitolo di sperimentazione sonora che prende spunto dal romanzo Il futuro è finito dello stesso autore, basato sulla percezione onirica degli spazi urbani e su una teoria distopica dell'evoluzione della civiltà umana. Il disco è interamente prodotto e distribuito sotto l'egida di Atom Institute. Particolarità dell'opera è la creazione della maggior parte dei suoni attraverso la manipolazione di rumori ambientali e voci, che vengono trasformati da naturali a sintetici. Con il romanzo il disco condivide la copertina e parzialmente il titolo (Onirodrome Apocalypse è infatti il sottotitolo in copertina), nonché la suddivisione dei capitoli, che corrispondono a ciascuna traccia musicale. Il romanzo è stato però pubblicato dopo l'album, dopo quasi cinque anni di lavorazione.

### Il ritorno al pianoforte
Nell'estate del 2016, Deca inizia le registrazioni di un lavoro discografico esclusivamente pianistico, che vede la luce nel marzo 2017 col titolo Isole invisibili. Questo album rappresenta un ritorno alle vocazioni originarie di pianista, con l'utilizzo di uno o due pianoforti che mette in luce aspetti compositivi ed emotivi ancora sconosciuti a gran parte del suo pubblico. Benché il pianoforte sia stato presente in modo più o meno significativo anche nelle opere precedenti, in "Isole Invisibili" diventa protagonista assoluto. Il disco si caratterizza per atmosfere introspettive e un approccio compositivo che spazia dal minimalismo al neoromanticismo, con alcuni brani spiccatamente frutto di improvvisazioni. "Un disco che mostra la vicinanza di Deca sia alla scena classica romantica sia alla musica colta (o avanguardia) del 900.. Numerose le esibizioni come pianista solista per la promozione dell'album, che hanno luogo sia in location tradizionali (teatri, auditorium) sia in location meno convenzionali (librerie, gallerie d'arte), talora accostando al pianoforte puro sonorità elettroniche e proiezioni multimediali; come nel caso dell'evento Evocazione subcosciente tenutosi a Firenze nel maggio 2018.
Nel 2019 molti brani di Isole invisibili vengono scelti per la colonna sonora del film Crisi complessa di Mario Molinari e Mimmo Lombezzi.
Il brano Impressione in Mi minore - sesta traccia dell'album - viene inserito nella colonna sonora del film documentario Robert Irwin: a desert of pure feeling della regista texana Jennifer Lane. Il film prodotto tra gli altri da Carolyn Pfeiffer e David Hollander debutta nel novembre 2022 al DOC NYC, il più importante festival cinematografico documentaristico degli Stati Uniti d'America.
Cinque anni dopo isole Invisibili, preceduto in gennaio dal singolo Dreamtown Skyline, un secondo album completamente pianistico viene pubblicato nell'aprile 2022. Il titolo è Dreamtown Piano e contiene 14 tracce inedite ispirate ai temi della natura che trova vita negli spazi urbani. L'album è edito dalla label romana Sonor Music Editions.

### Il ritorno al vinile
A partire dal 2013 Deca, grazie alla collaborazione con svariate etichette indipendenti italiane ed estere, pubblica periodicamente su vinile sia ristampe dei suoi primi album, sia demo inediti sempre registrati intorno alla metà degli anni '80. Mantenendo vivo il suo legame col pubblico fidelizzato al filone elettronico degli esordi e con il mercato del collezionismo che gli tributa valutazioni costantemente crescenti (non è raro trovare copie originali dei primi album proposte a centinaia di euro), esce con numerosi titoli stampati con accurate edizioni filologiche: Alkaid, Synthetic Lips, MASS, il già citato Modulectron, Oniric Warp. Opere che alternano atmosfere minimaliste e ambient a ritmi martellanti e sperimentazioni pre-industrial; e che consentono di recuperare tracce più dettagliate e spesso sconosciute della sua evoluzione artistica.
Nel 2019, Deca torna a collaborare a produzioni Rai realizzando alcuni brani per il programma di inchiesta Prima dell'alba condotto dal noto giornalista Salvo Sottile.
Dal 2019 parte della sua produzione entra nel catalogo della britannica KPM Music - nuovo brand della storica EMI dopo l'acquisizione da parte di Universal - e in quello della hollywoodiana APM Music (gruppo Sony/Universal) che nel 2022 lo inserisce nel suo team stabile di compositori per il cinema e la televisione. Il suo brano My second dream viene utilizzato dalla Marvel Entertainment per uno dei trailer del film Captain Marvel
Nel febbraio 2021 pubblica l'album di musica dark-ambient Lucifero Alchemico, ispirato a temi esoterici, all'alchimia, alla Kabbalah. L'opera viene ben valutata da una parte della stampa musicale, ma anche ostracizzata e criticata per i riferimenti espliciti a Lucifero.
Il 9 giugno 2023 è la volta dell'album Antimateria Psichica, un lavoro sperimentale basato sulla combinazione di frequenze binaurali e frequenze correlate alle onde cerebrali e sonorità particolarmente elaborate.
Nel 2024 viene pubblicato Strategia Esoterica, altro concept-album sui temi della cultura esoterica, dell'alchimia, della massoneria. Una massiccia campagna promozionale caratterizza l'uscita del disco.
Nel maggio 2025 in concomitanza con il quarantennale di attività professionale, l'artista ligure pubblica l'album Neuronte che esce contemporaneamente in tutto il mondo in versione digitale e con una speciale edizione deluxe corredata da booklet di 12 pagine illustrate. Il concept-album tratta del tema delle comunicazione in tutte le sue varie e ampie accezioni, mescolando iconografie ispirate alla robotica. allo steampunk e al gotico.

## Progetti collaterali
Come scrive Alessandro Bianchi, a proposito dei progetti collaterali di Deca pur rappresentando una nicchia molto sotterranea e spesso finalizzata a fasi di studio e collaborazione con altri musicisti, i progetti collaterali costituiscono un nutrito archivio di registrazioni che vanno a completare il quadro dell'evoluzione artistica di Deca. Alcuni di questi progetti sono stati vissuti in totale autonomia, diventando un contraltare alla produzione ufficiale; altri si sono poi integrati alla discografia principale, apportando nuovi elementi di ricerca o ramificandosi da essa verso soluzioni rimaste isolate. Da questo punto di vista i progetti più significativi ai fini della comprensione del suo percorso creativo sono Argiope, Android e Starlog. Sotto queste denominazioni vengono prodotte diverse opere musicali che spaziano dalla ricerca pura alla musica acustica, talora in forma ufficiale come nel caso dei due vinili di musica trance firmati Android e pubblicati nel 1996 dall'etichetta Flying Records.
Nell'ottobre del 2012 viene allestita all'interno della Fortezza del Priamar, nella sua città natale, la prima personale di pittura; dove Deca espone una ventina di dipinti su tela appartenenti al ciclo dei Paesaggi Alchemici, basati sulla trasposizione figurativa del suono attraverso colore e geometrie astratte.

## Discografia

### Album in studio
- 1986 – Alkaid (Videoradio)
- 1987 – Synthetic Lips (Videoradio)
- 1989 – Claustrophobia (Labyrinth Records)
- 1992 – Premonizione Humana (Videoradio)
- 1998 – Phantom (Old Europa Cafe)
- 2000 – Electronauta (Videoradio)
- 2002 – Simbionte (Videoradio)
- 2007 – Aracnis Radiarum (Videoradio)
- 2010 – Automa Ashes (Videoradio/RaiTrade)
- 2013 - Modulectron (Synthetic Shadows)
- 2014 - Onirodrome Apocalypse (Atom Institute)
- 2017 - Isole invisibili (Platform Music)
- 2017 - MASS (Mondo Groove)
- 2018 - Oniric Warp Reloaded (Ave Phoenix)
- 2020 - Music from Mars (Sonor Music Editions)
- 2021 - Lucifero Alchemico (Atom Institute)
- 2022 - Dreamtown Piano (Sonor Music Editions)
- 2023 - Antimateria psichica (Atom Institute)
- 2024 - Strategia esoterica (Atom Institute)
- 2025 - Neuronte (Atom Institute)

## Videografia
- 1995 - Chrono Exit
- 1999 - Cripto Coroner
- 1999 - L'angelo anestetico
- 2008 - Ectoplasm Flesh
- 2008 - Audioscopy